# Malyj Semjačik
Malyj Semjačik (rusky Малый Семячик) je název 10 km široké kaldery vulkanického původu, nacházející se ve východní části poloostrova Kamčatka. Součástí kaldery je i menší stratovulkán a samotná kaldera leží ve starší, 15 × 20 km široké kaldeře Stena-Sobolinij, která vznikla ve středním pleistocénu. Vznik kaldery se datuje na pozdní pleistocén, přesněji před 20 000 lety. Pozdější aktivita komplexu Malyj Semjačik se posouvala ve směru jihozápad se dvěma většími fázemi vulkanismu – první začala před 11 000 lety a druhá před cca 8 000 lety. Druhá fáze byla charakteristická explozivními erupcemi, během nichž došlo k destrukci a rekonstrukci současného masivu. Historicky aktivní kráter Troickij, který vznikl před cca 400 lety, je v současnosti zalitý vodou.